# 上于克湖镇
上于克湖镇（德語：Oberuckersee）是德国勃兰登堡州的一个市镇，隶属于乌克马克县。总面积为84.97平方千米，截至2020年总人口为1629人。

## 地名
该地名来自同名的上于克湖，“于克”来自于克河（德语：Uecker 或 Ucker，“于克”取自前者）。